# 바실리카 산 파올로역
바실리카 산 파올로역(이탈리아어: Basilica San Paolo)은 로마 지하철 B선의 역 중 하나이다. 이 역은 1955년 개통했으며 오스티엔세 구역의 산 파올로 푸오리 레 무라 대성당 뒤편에 위치해 있다. 또한 이 역은 이 성당 이름을 따서 지어졌다. 이 역은 로마-리도 선과 환승이 가능하다.

## 시설
바실리카 산 파올로 역에는 다음과 같은 시설이 있다.
- 매표기
- 장애인 전용 승차시설
- 에스컬레이터
- 역 감시카메라 (CCTV)

## 역 주변
- Parco Schuster Ildefonso
- Garbatella
- Tiber
- University of Rome III
- Vasca Navale
- Ospedale CTO Andrea Alesini
- via delle Sette Chiese
- Lungotevere di San Paolo
- Ponte Marconi
- former Cinodromo
- Stadio degli eucalipti